# Pratham
Pour l’article homonyme, voir Pratham (satellite).
Pratham est une ONG indienne qui milite pour l'éducation et les droits de l'enfant, issus de milieux défavorisés. Son siège se trouve à Mumbai, dans l'état de Maharashtra.

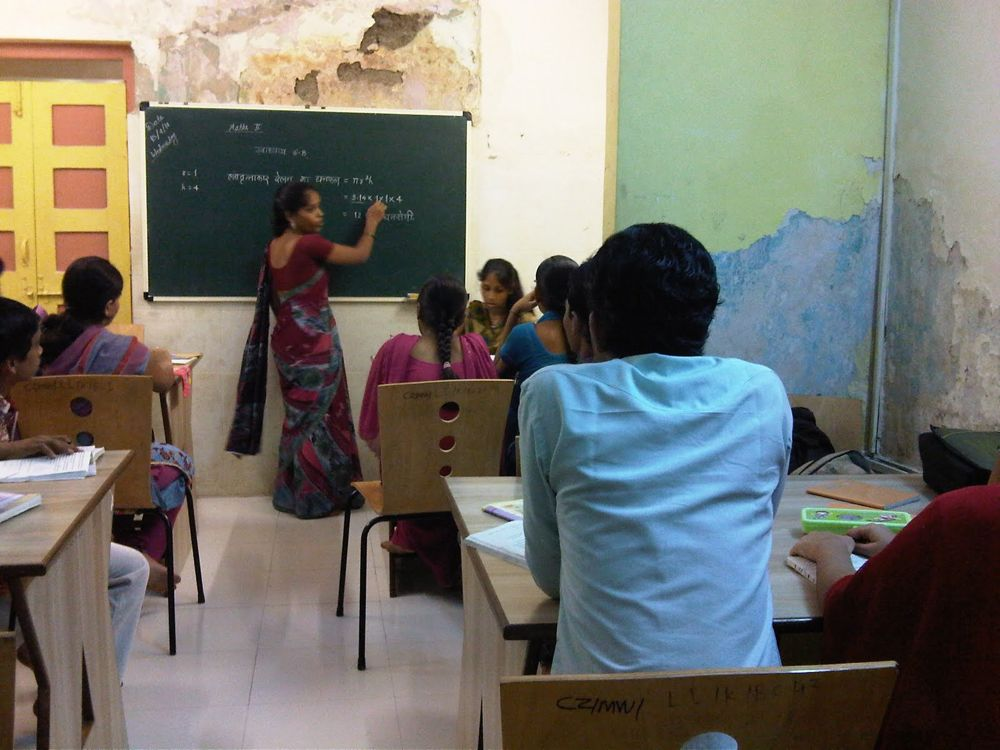
Classe de mathématiques à Mumbai en Inde en 2010.

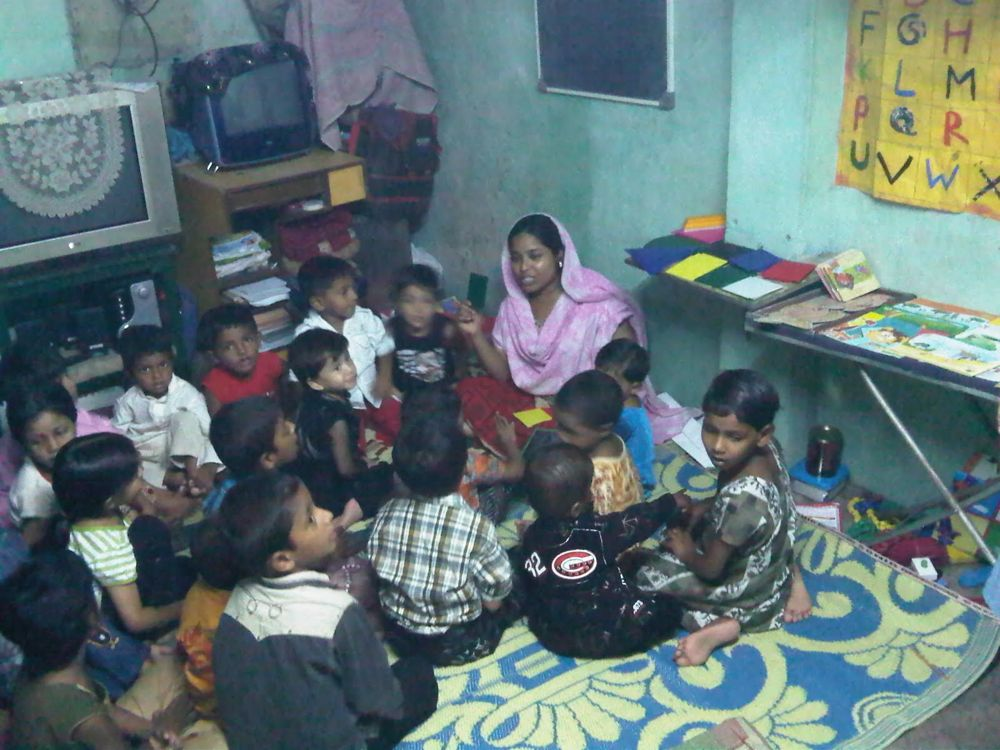
Classe préscolaire à Mumbai en Inde en 2010

## Création et historique
Pratham fut fondée en 1994 par Madhav Chavan, un entrepreneur engagé dans l'action sociale en direction des bidonvilles de Bombay avec le support de l'UNICEF. Il mène des activités et programmes dans 14 états de l'Inde avec le support d'organisations américaines et britanniques,.
En 2001, Pratham lance un programme pilote de sensibilisation de lutte contre le travail des enfants des rues afin de les réinsérer dans leur famille, à l'école et dans la société. Il s'est étendu aux états dont ces enfants étaient originaires, alliant prévention, réintégration et éducation des communautés. Ce programme est aujourd'hui opérationnel dans 7 états (Maharashtra, Gujarat, Rajasthan, Bihar, Uttar Pradesh, Andhra Pradesh et Orissa).

## Principes et objectifs
Pratham vienne en aide à des millions d'enfants afin de leur assurer une éducation préscolaire. Elle œuvre principalement dans le domaine de l'éducation auprès des enfants issus de zones rurales et urbaines sur l'ensemble du territoire indien. 
Pratham propose également un panel d'activités extrascolaires, afin d'augmenter la fréquentation scolaire, d'améliorer les méthodes d'apprentissage et les diffuser au plus grand nombre, élargir les publics bénéficiant de l'enseignement.
Depuis, l'organisation prend en charge les enfants handicapés, orphelins, drogués ou les victimes d'abus sexuels.

## Récompenses
- 2011 : Lauréat du Prix Skoll Award for Social Entrepreneurship[6].
- 2012 : Lauréat du Prix WISE pour l'éducation.
- 2013 : Lauréat du prix BBVA Foundation Frontiers of Knowledge Awards.
- 2013 : 29e meilleure ONG du Monde selon The Global Journal.